# فریتس-آلبرت پوپ
فریتس-آلبرت پوپ (آلمانی: Fritz-Albert Popp؛ زاده ۱۱ مهٔ ۱۹۳۸ – درگذشته ۴ اوت ۲۰۱۸) یک زیست‌فیزیکدان و فیزیک‌دان اهل آلمان بود.